# Státní znak Spojených arabských emirátů
Státní znak Spojených arabských emirátů je tvořen zlatým sokolem (s bílou zbrojí a dvěma řadami letek), stojícím na červeném panelu s bílým názvem státu. Na hrudi má kruhový emblém s vyobrazením vlajky SAE (červený pruh je heraldicky vpravo). Jednotlivé pruhy vlajky nejsou přímé ale do oblouku, takže působí plastickým dojmem, navíc mají jednotlivá pole vlajky odlesky. Pole je ohraničeno bílým (na obrázku stříbrným s černým lemem) mezikružím, na jehož vnějším okraji je položeno sedm bílých hvězd.
Sokol je symbolem kmene Kurajšovců, z kterého pocházel i prorok Mohamed i jeho nástupci. Hvězdy symbolizují sedm emirátů federace (Abú Zabí, Adžmán, Dubaj, Fudžajra, Rás al-Chajma, Umm al-Kuvajn, Šardžá).

## Historie
Předchozí znak Spojených arabských emirátů byl přijat v roce 1973 (SAE vznikly v roce 1971). Oproti současnému znaku se lišil v emblému na hrudi. Tím byla arabská plachetnice dhau, připomínající význam námořní plavby v historii země.

Znak SAE (1973–2008)

Nejnovější znak federace byl schválen vládou Spojených arabských emirátů 22. března 2008. Kromě emblému na hrudi bylo změněno i písmo názvu státu na panelu. Znak byl užíván od 1. května 2008.

## Další použití znaku
Znak je vyobrazen i na vlajce prezidenta SAE.

Vlajka prezidenta SAE Poměr stran: 1:2